# Cantonul Villers-Semeuse
Cantonul Villers-Semeuse este un canton din arondismentul Charleville-Mézières, departamentul Ardennes, regiunea Champagne-Ardenne, Franța.

## Comune
- Charleville-Mézières (parțial, reședință)
- Gernelle
- La Grandville
- Issancourt-et-Rumel
- Lumes
- Saint-Laurent
- Villers-Semeuse
- Ville-sur-Lumes
- Vivier-au-Court